# Jan Pietersz Beelthouwer
Jan Pieterszoon Beelthouwer (ca. 1603 – ca. 1665) è stato un predicatore olandese, polemista non ortodosso originario di Enkhuizen e appartenente alla setta dei Collegianti. 
Diffuse l'eresia sociniane.
Dal 1644 circa ebbe dibattiti pubblici con Isaac Montalto, Jacob Judah Leon e Menasseh ben Israel, che erano Ebrei sefarditi di Amsterdam.  A partire dal 1656 fu considerato un eretico a Enkhuizen. Scrisse contro il farmacista mennonita conservatore Lambert Bidloo.